# Кызыл-Куль
Кызыл-Куль (баш. Ҡыҙылкүл) — деревня в Балтачевском районе Башкортостана, относится к Нижнекарышевскому сельсовету.

## Географическое положение
Расстояние до:
- районного центра (Старобалтачёво): 28 км,
- центра сельсовета (Верхнекарышево): 8 км,
- ближайшей ж/д станции (Куеда): 97 км.

## Население
| 2002 | 2009 | 2010 |
| ---- | ---- | ---- |
| 27   | ↘25  | ↘22  |

Согласно переписи 2002 года, преобладающая национальность — башкиры (93 %).